# Lerchenfeld (Freising)

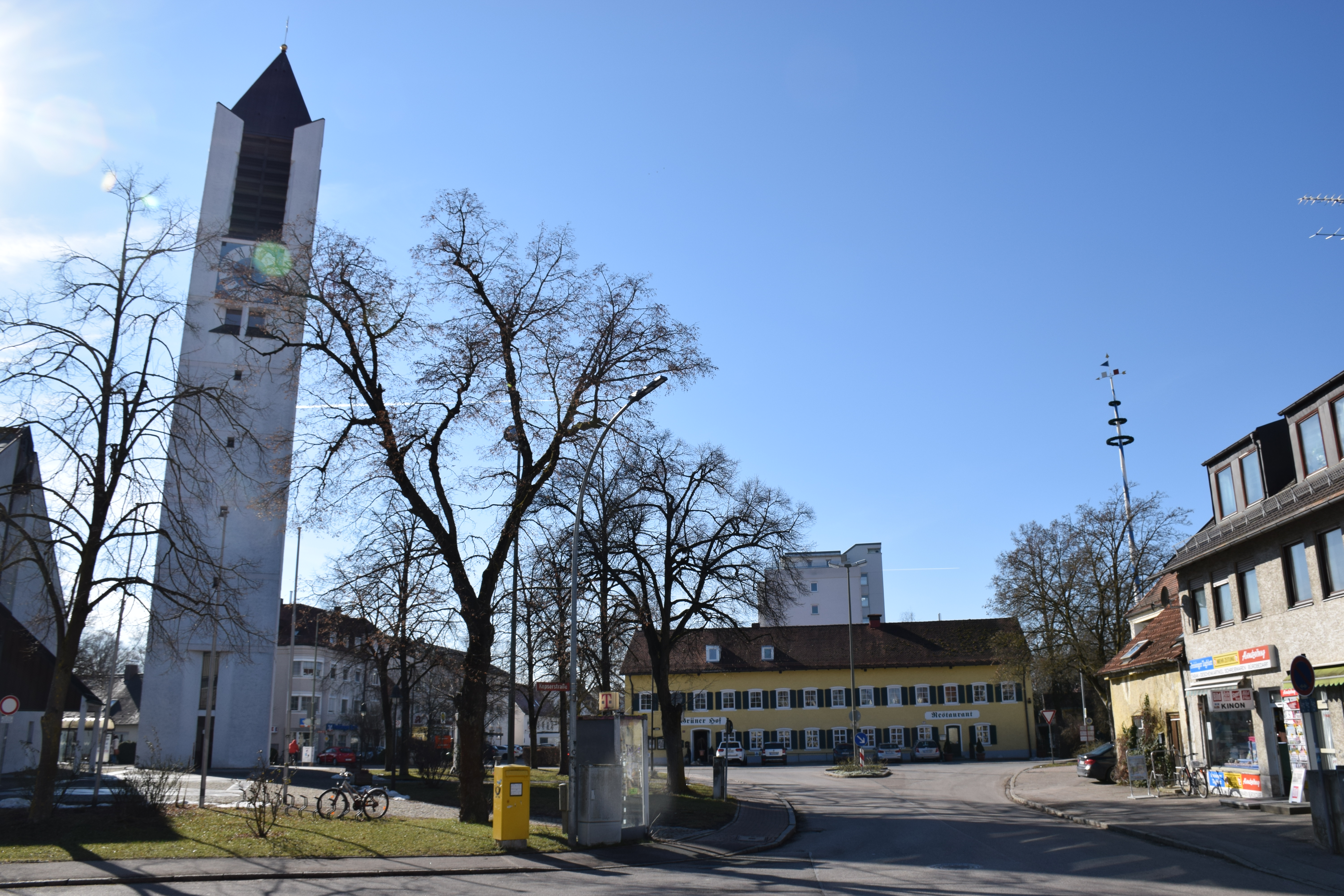
Der Ortskern von Lerchenfeld mit der Pfarrkirche St. Lantpert

Lerchenfeld ist der jüngste und mit über 13.000 Einwohnern der bevölkerungsreichste Freisinger Stadtteil im Südosten der Stadt, direkt an die Auenlandschaft anschließend, rechts der Isar, und war bis zum ersten Dammbau 1817 Überschwemmungsgebiet.

## Geschichte
Erste Spuren von Zivilisation im näheren Umkreis wurden in der Riegerau gefunden.
Sie stammen aus der Bronzezeit um 1550 v. Chr.
Die heutige Erschließung ist v. a. Thomas Petuel zu verdanken. Er begann Siedlungsland zu schaffen und zu verkaufen.
Das erste Wohnhaus wurde erst 1860 errichtet. Bis 1865 entstanden 34 Häuser.
1880 stieg die Zahl auf 64 Häuser, zur Jahrhundertwende gab es in Lerchenfeld bereits rund 100 Anwesen.
Der Name Lerchenfeld tauchte das erste Mal 1865 auf. Zuvor wurden die Bezeichnungen „unterer Krautgarten“, „Lüften“ oder „Kalkofen“ verwendet. Erst 1875 wurde der Name Lerchenfeld auch amtlich mitverwendet, bis heute aber nie amtlich eingetragen.
Im Jahr 1879 wurde die bis heute bestehende Lerchenfelder Abteilung der Freiwilligen Feuerwehr gegründet. 1889 wurde an zwei Stellen Gaskandelaber zur Beleuchtung aufgestellt. 1898 wurden sie durch elektrische Straßenbeleuchtung abgelöst. 1899 erlebte Lerchenfeld ein Jahrhunderthochwasser. Ganze Straßenzüge wurden dabei weggespült.
Nach 1945 setzte eine rege Bautätigkeit ein, der starke Zuzug ließ Lerchenfeld allmählich zum bevölkerungsreichsten Freisinger Stadtteil werden.
Seit 1984 prägt der 42 Meter hohe Campanile der neugebauten katholischen Pfarrkirche St. Lantpert zusammen mit den vielen anderen Türmen im restlichen Stadtgebiet die Silhouette der Stadt Freising.
Lerchenfeld hatte am 1. Juli 2008 11.875 Einwohner, 2014 waren es 12.273 Einwohner und zum 1. Januar 2019 bereits 13.123 Einwohner.

## Freizeit

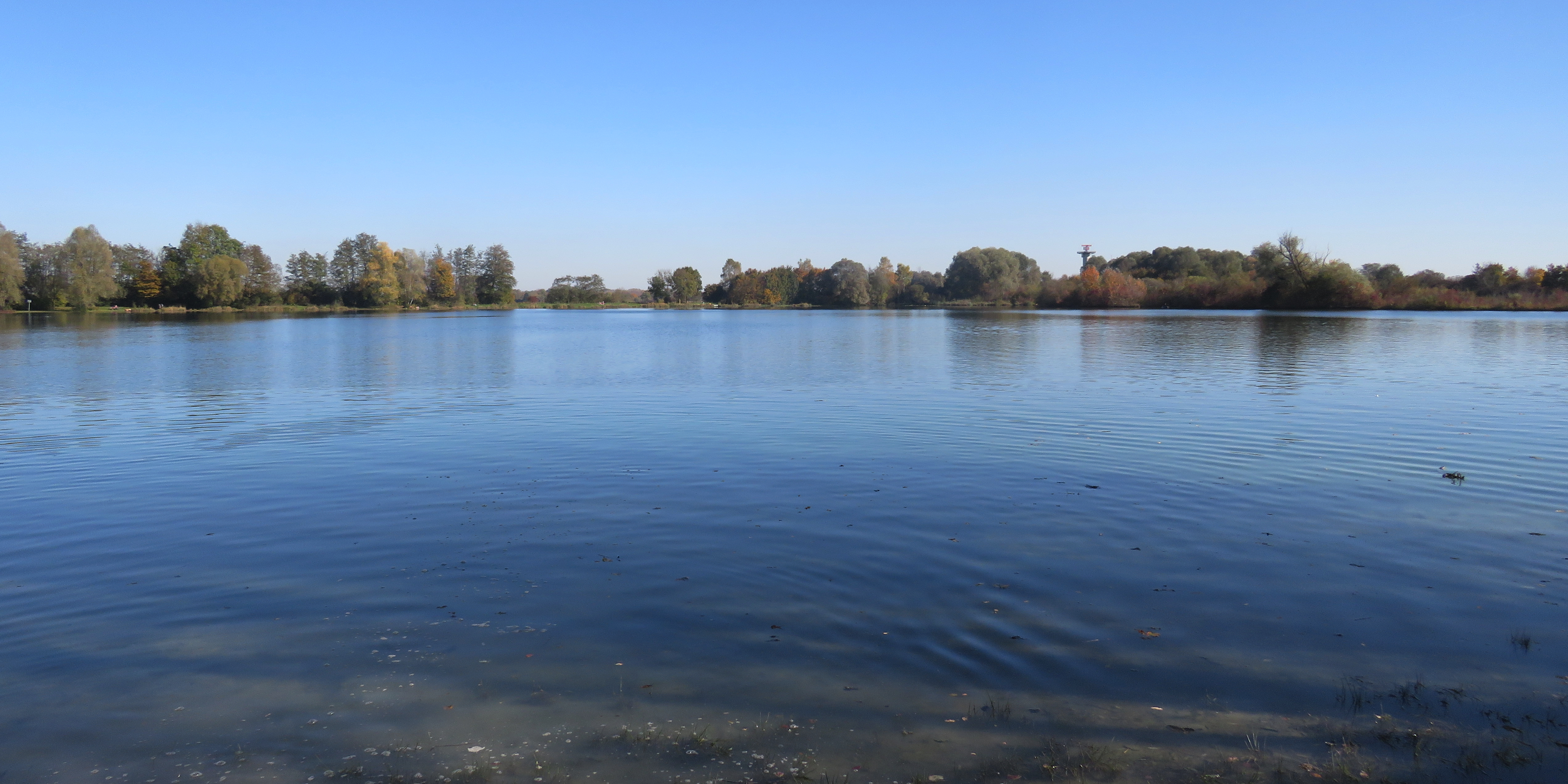
Stoibermühlsee

Bereits seit 1902 stand in Lerchenfeld das Freibad der Stadt Freising. Im Jahr 2016 fand an selber Stelle der Spatenstich für den Neubau eines gemeinsamen Hallen- und Freibads statt. Am 1. März 2019 wurde das Kombibad unter dem Namen Fresch eröffnet. Darüber hinaus befindet sich in Lerchenfeld die Sportanlage Savoyer Au mit einem Fußball- und Leichtathletikstadion, mehreren weiteren öffentlich nutzbaren Sportplätzen und einer Minigolf-Anlage. In der Savoyer Au trägt unter anderem der Fußballverein SC Eintracht Freising seine Heimspiele aus.
Das an der Isarstraße gelegene Jugendzentrum Tollhaus verfügt unter anderem über Bandübungsräume, Sportplätze und Skateanlagen. Einen hohen Freizeitwert bieten die Isarauen mit zahlreichen Spazier- und Radwegen. Außerdem ist von Lerchenfeld aus das Naherholungsgebiet Stoibermühle mit Badesee schnell zu erreichen.

## Bildung
Neben mehreren städtischen und privaten Kindertagesstätten und -horten befinden sich in Lerchenfeld folgende Schulen.
- Grundschule St. Lantbert[12]
- Mittelschule Lerchenfeld
- Realschule Gute Änger[13]
- Montessori-Schule Freising[14]

## Verkehr
Die wichtigsten Verkehrswege in Lerchenfeld sind die Isarstraße als Verbindung zwischen der in die Innenstadt führenden Luitpoldbrücke und der Bundesstraße 301, sowie die Erdinger Straße und die Ismaninger Straße, welche beide in Nord-Süd-Richtung durch den Stadtteil führen. Lange Zeit bestanden die Straßen Lerchenfelds nur aus (teils mit Kies) aufgeschütteten Torfwegen. Mit privaten Mitteln wurde 1878 an der Erdinger Straße ein erster Gehsteig angelegt. Verbindung über die Issar zur Altstadt und zum übrigen Stadtgebiet bieten die Korbinianbrücke (für Fußgänger, Radfahrer und Stadtbusse), die neuere Luitpoldbrücke und seit September 2015 der Isarsteg Nord (für Fußgänger und Radfahrer) zur Luitpoldanlage und in Richtung des Stadtteils Neustift. Der Bau eines weiteren, südlichen Isarstegs auf Höhe der Savoyer Au ist in Planung. Lerchenfeld ist durch mehrere Stadtbuslinien an die Innenstadt, den Bahnhof und an den Gemeindeteil Attaching angebunden. Am südlichen Rand von Lerchenfeld verläuft die Bundesautobahn 92.